# Teodora (cesarzowa bizantyńska)
Teodora (981 – 31 sierpnia 1056) – cesarzowa Bizancjum od 11 stycznia 1055.

## Życiorys
Córka cesarza Konstantyna VIII i jego żony Heleny. Młodsza siostra Zoe. Obdarzona silnym charakterem i urodą, Teodora odmówiła swojej ręki następcy tronu – Romanowi III Argyrosowi (ten ożenił się więc w 1028 z jej siostrą Zoe). 
W 1042 Teodora przez kilka miesięcy współrządziła z Zoe. Potem jej siostra wyszła za mąż po raz trzeci za Konstantyna IX Monomacha, a Teodora zrzekła się tronu na jego korzyść. Po śmierci Konstantyna mimo swoich 70 lat, Teodora z właściwym sobie wigorem sięgnęła znowu po koronę. Jednak wbrew oczekiwaniom nie wyszła za mąż, uważając, że małżeństwo mogłoby ją pozbawić władzy, tak jak to zdarzyło się z jej siostrą Zoe. Teodora nie rozdzieliła nowych stanowisk, co było w zwyczaju, lecz rządziła sama otaczając się tylko ludźmi z jej najbliższego otoczenia. Jej panowanie nie trwało długo. Rok później poważnie zachorowała i będąc na łożu śmierci, jako kobieta bezdzietna i ostatnia z dynastii, wybrała na swojego następcę swojego faworyta – byłego ministra wojny Michała Stratiotikosa. Zmarła 31 sierpnia 1056 roku, a wraz z nią wygasła dynastia macedońska.